# Saí-amarela
Dácnis-de-barriga-amarela ou saí-amarela (Dacnis flaviventer) é uma espécie de ave da família Thraupidae.
Pode ser encontrada nos seguintes países: Bolívia, Brasil, Colômbia, Equador, Peru e Venezuela. Seus habitats naturais são: florestas subtropicais ou tropicais húmidas de baixa altitude e pântanos subtropicais ou tropicais.